# Walter Plunkett
Walter Plunkett (Oakland, 5 de junho de 1902 — Santa Monica, 8 de março de 1982) é um figurinista estadunidense. Venceu o Oscar de melhor figurino na edição de 1952 por An American in Paris, ao lado de Orry-Kelly e Irene Sharaff.